# Montcalm (quartier)
Pour les articles homonymes, voir Montcalm.
Montcalm est l'un des 35 quartiers de la ville de Québec. Il est situé dans l'arrondissement de La Cité–Limoilou.
Il fait partie de la ville de Québec depuis l'annexion de la ville de Montcalm avec la ville-centre en 1913. Il doit son nom à Louis-Joseph de Montcalm, général commandant les troupes françaises durant la Conquête.

## Histoire

### Zone agricole tampon

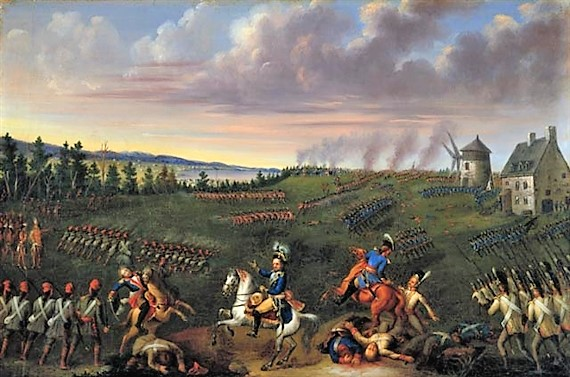
La bataille de Sainte-Foy s'est déroulé sur le territoire de Montcalm le 28 avril 1760.

Comme pour le quartier voisin à l'ouest, Saint-Sacrement, le territoire de Montcalm a été jusqu'au début du XXe siècle une banlieue de la ville de Québec, d'abord à vocation agricole et accueillant ensuite des domaines de villégiatures pour la bourgeoisie anglophone.  
En 1639, on octroie à Jean Bourdon, premier colon de Montcalm, un terrain de 50 arpents autour de l'actuelle avenue Murray. D'autres morceaux de terrain sont également concédés à des religieuses et des propriétaires agricoles résidant en ville. Le 28 avril 1760 a lieu la bataille de Sainte-Foy sur le site de l'actuel parc des Braves. Après plusieurs propriétaires successifs, le terrain est finalement acquis en 1845pour commémorer cet évènement et d'y ériger le Monument des Braves. Les fouilles archéologiques effectuées à cette époque ont d'ailleurs confirmé que c'est là que s'est déroulée la bataille. Après le traité de Paris de 1763, des notables anglophones comme James Murray et Samuel Holland rachèteront à bas prix des domaines délaissés par l'élite française dans la foulée de la défaite de leur pays à la Guerre de Sept Ans. 
Au début du XIXe siècle, la majorité des résidents permanents de Montcalm sont donc issus de la bourgeoise anglophone et y possèdent de vastes villas en  fuyant entre autres les problèmes de santé publique à Québec (manque d'égouts, multiples éclosion de choléra dont en l'une en 1832 etc.). Dès 1833, l'urbanisation gagne l'ouest de la Cité de Québec, actuel Montcalm : le faubourg Guénette et ses modestes habitations densifiées prennent naissance au sud de vastes résidences du chemin Sainte-Foy, entre les avenues Bourlamaque, Crémazie et Cartier. 

### Banlieue de la cité

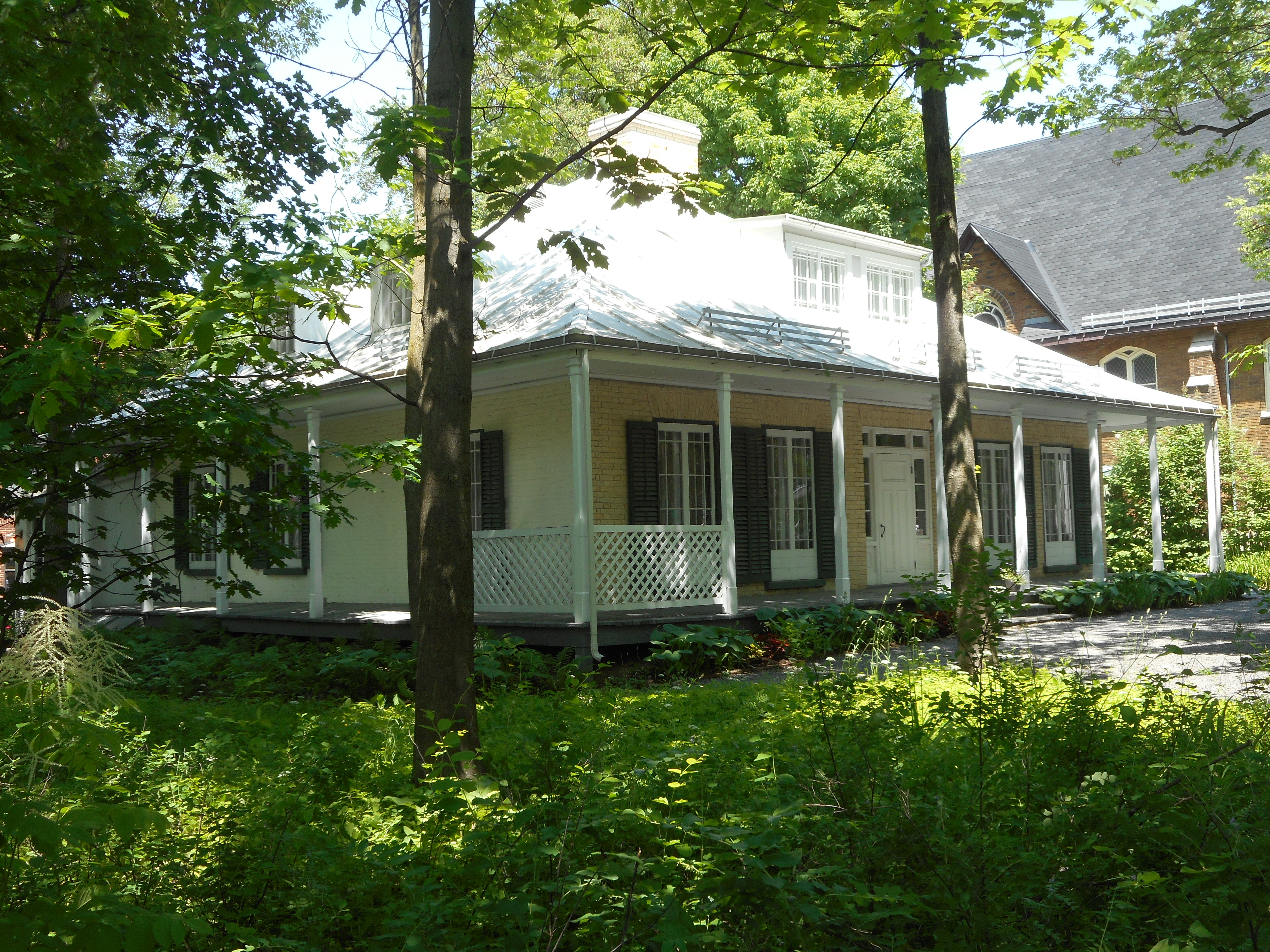
Maison Henry-Stuart, villa construite en 1850.

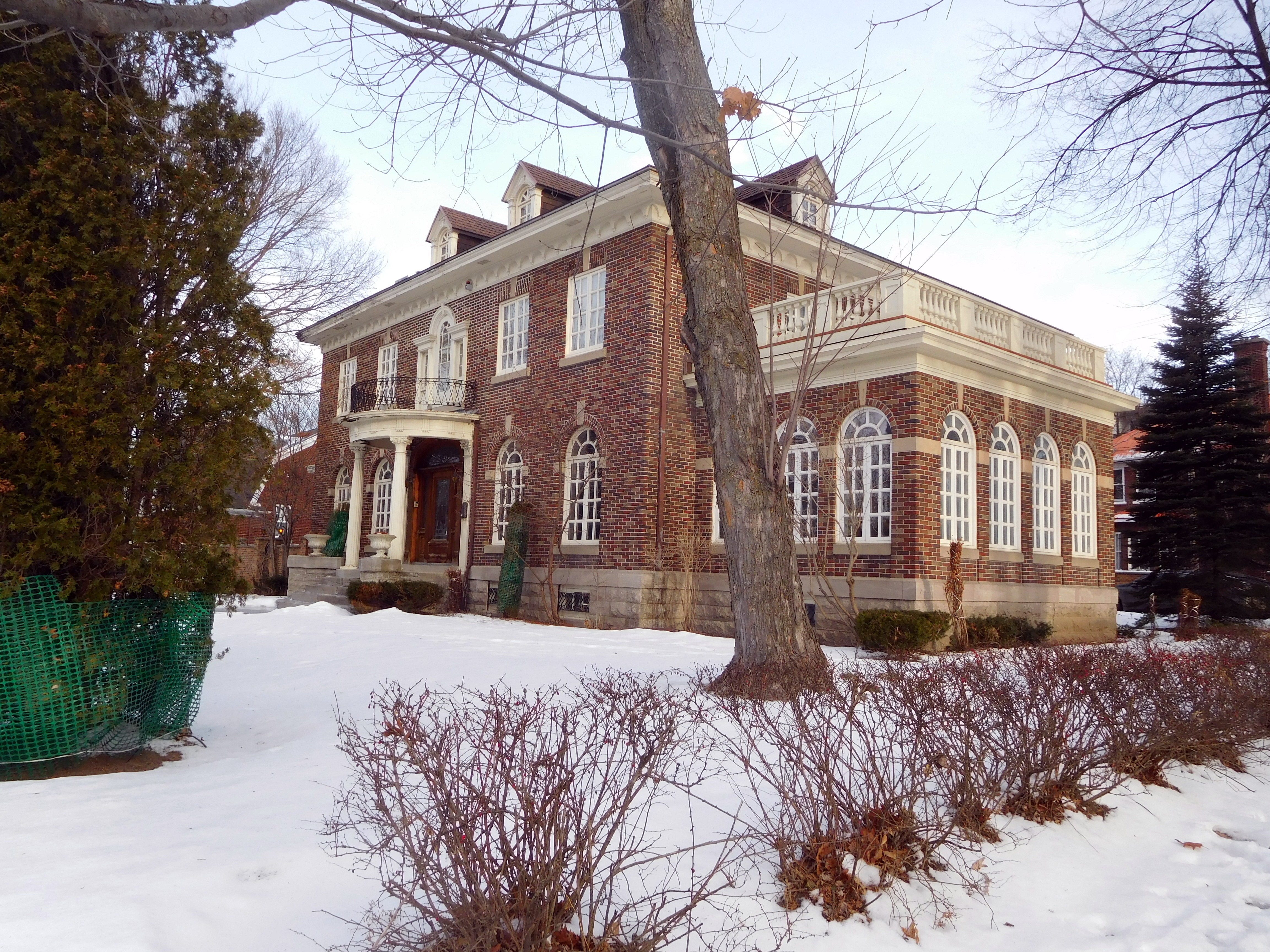
895, avenue des Braves, demeure bourgeoise construite en 1932.

La seconde moitié du siècle dans Montcalm se caractérise par le morcellement de grandes propriétés étant donné la popularité de la campagne au sein de la petite bourgeoisie de Québec. Plusieurs congrégations religieuses rachèteront par la suite des domaines mis en vente dans le contexte du déclin économique de Québec au profit de Montréal à partir des années 1860. 
Une première, le promoteur immobilier Léonard Irénée Boivin acquiert en 1874 un lot situé entre les avenues Bourlamaque et De Salaberry, le chemin Sainte-Foy et la rue Saunders afin de le diviser en 300 parcelles et de les revendre. La même année, le journal Le Canadien dira de cette affaire de spéculation foncière qu'elle était une première à Québec, à la différence de Montréal où le principe était déjà bien connu. Le projet avorte toutefois vu la morosité économique, l'émigration des clientèles ciblées vers Montréal ainsi que l'absence de transport en commun dans ce secteur encore rustique.
En 1872, les actuels quartiers de Montcalm et Saint-Sacrement sont officialisés par la création d'une municipalité de paroisse du nom de Notre-Dame-de-Québec-banlieue. 
Afin de répondre à ses besoins en matière de développement, elle accède au statut de municipalité, sous le nom de la ville de Montcalm (parfois appelée Ville-Montcalm) en 1908, puis adopte divers règlements interdisant notamment la construction de manufactures ou autres industries jugées insalubres, en plus de fixer une valeur minimale pour toute nouvelle construction dans certaines zones. Ville-Montcalm est ensuite annexée et devient un quartier de Québec en 1913, à la suite d'un référendum dont l'un des enjeux principaux était le financement d'un système d'égout. Le quartier prend initialement le nom de « Belvédère », puis devient « Montcalm » en 1916.

### Développement urbain

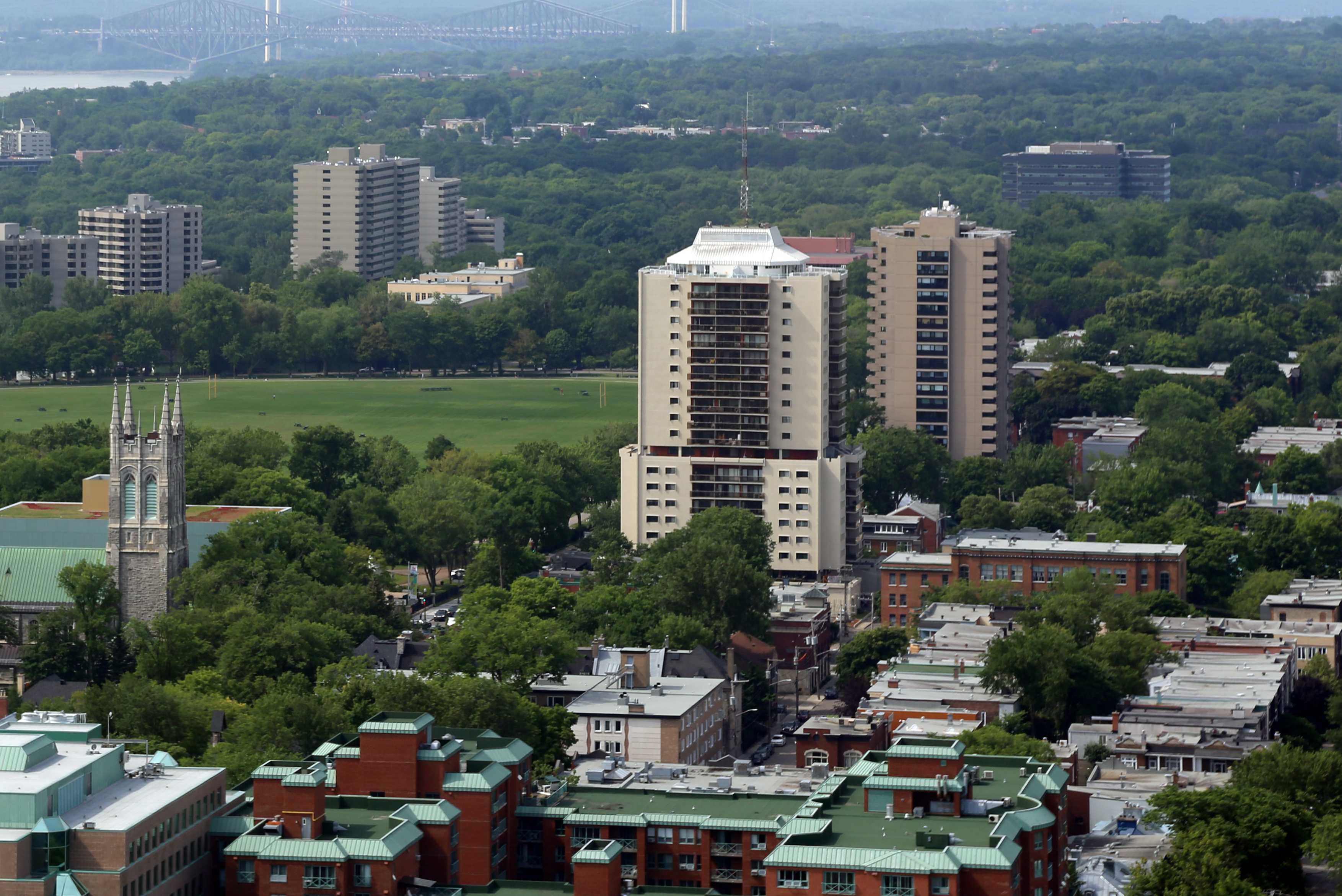
L'ouest des plaines d'Abraham et ses alentours.

À cette époque, un vent d'optimisme souffle à Québec, vu le développement d'un tramway, d'un réseau électrique, de l'exode rural vers la ville, et d'une fonction publique dans la capitale provinciale nouvellement établie. De 1900 et 1940, la ville de Québec triple ainsi sa superficie et double sa population. La spéculation immobilière ira bon train et c'est dans ce contexte que les banlieues de Saint-Sacrement, Limoilou et Montcalm s'urbaniseront encore plus. 
Durant le XXe siècle, le parc national des Champs-de-Bataille est créé et des villas et cottages sont progressivement détruits au profit de nouveaux bâtiments pavillonnaires à caractère religieux. Le premier essor commercial a quant à lui lieu sur le chemin Sainte-Foy entre les rues Sherbrooke et Cartier. Cette dernière connaissant à son tour la prospérité dès les années 1920. Divers types d’architecture parsèmeront ensuite le paysage de Montcalm, allant du triplex, puis aux tours à logement et bureaux dans les années 1960. Les principales caractéristiques du quartier ont ainsi été élaborées entre 1914 et 1960, surtout au cours de sa première moitié.
En 1988, le quartier est scindé en deux et c'est ainsi que naît celui de Saint-Sacrement.

### Liste des maires de Ville-Montcalm
- 1907-1910 : William Henry Brown
- 1911-1913 : Étienne-Victor Cantin
- 1913 : F. B. Poliwka

#### Hommages toponymiques
L'avenue Brown a été nommée en l'honneur maire William Brown de Ville-Montcalm, vers 1904. La rue est présente dans la ville de Québec.

## Portrait du quartier

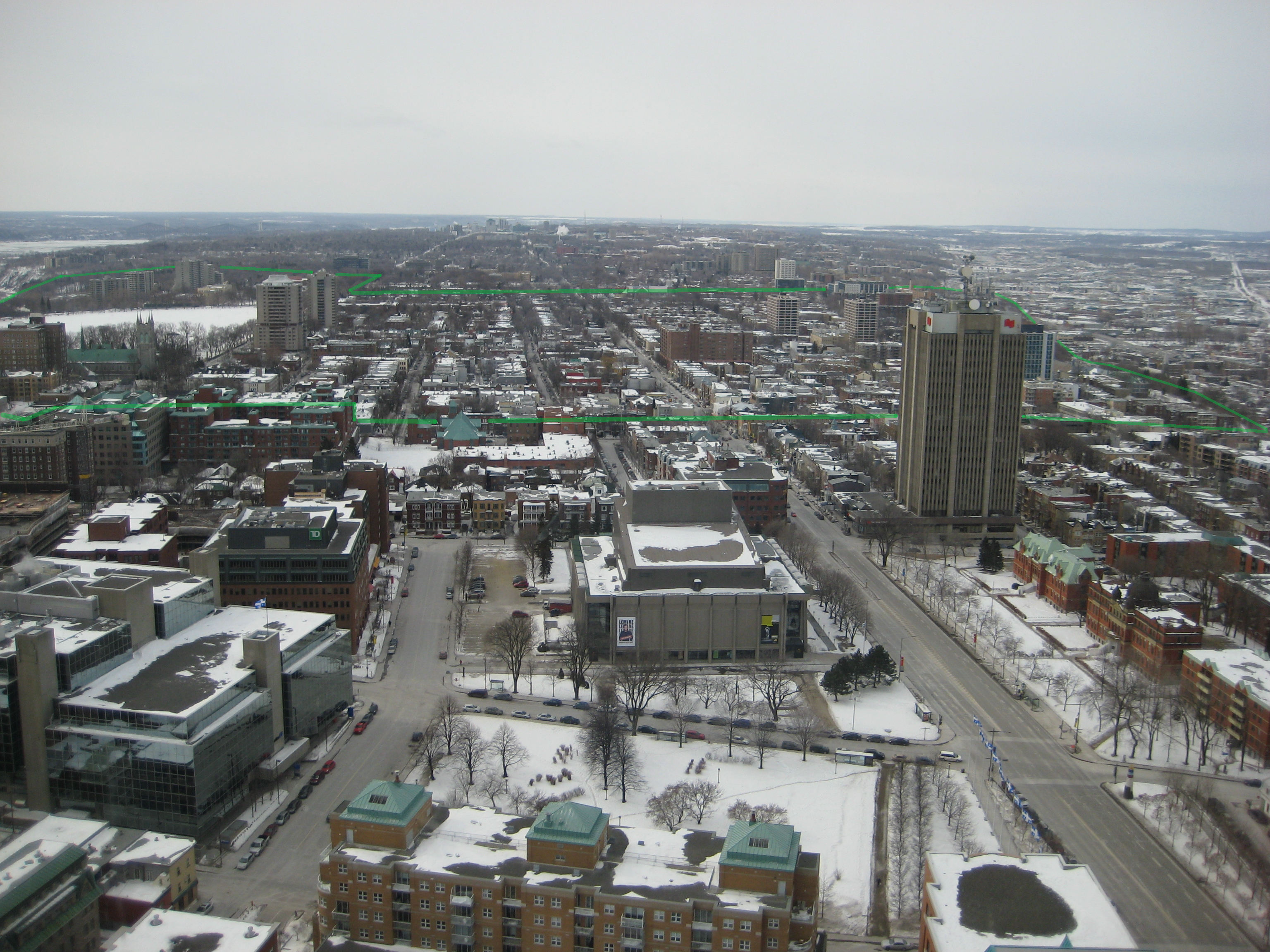
Les limites approximatives du quartier, au centre

Le quartier de Montcalm fait partie de la Haute-ville de Québec. Il se situe à l'ouest des quartiers Saint-Jean-Baptiste, et Vieux-Québec—Cap-Blanc—Colline parlementaire. C'est un quartier aux fonctions principalement résidentielles et commerciales. Presque toutes les rues sont rectilignes et se croisent à angle droit.
Au conseil municipal de Québec, le quartier est divisé entre les districts de Cap-aux-Diamants et Montcalm-Saint-Sacrement.

### Démographie
Lors du recensement de 2016, le portrait démographique du quartier était le suivant :
- sa population représentait 12,6 % de celle de l'arrondissement et 2,6 % de celle de la ville.
- l'âge moyen était de 49,3 ans tandis que celui à l'échelle de la ville était de 43,2 ans.
- 41,3 % des habitants étaient propriétaires et 58,7 % locataires.
- Taux d'activité de 58,3 % et taux de chômage de 5,4 %.
- Revenu moyen brut des 15 ans et plus : 54 431 $.

| 1996   | 2001   | 2006   | 2011   | 2016   | 2021   |
| ------ | ------ | ------ | ------ | ------ | ------ |
| 13 520 | 13 945 | 13 825 | 13 915 | 13 640 | 13 730 |

### Artères principales
- Dans le sens est-ouest
  - Boulevard René-Lévesque

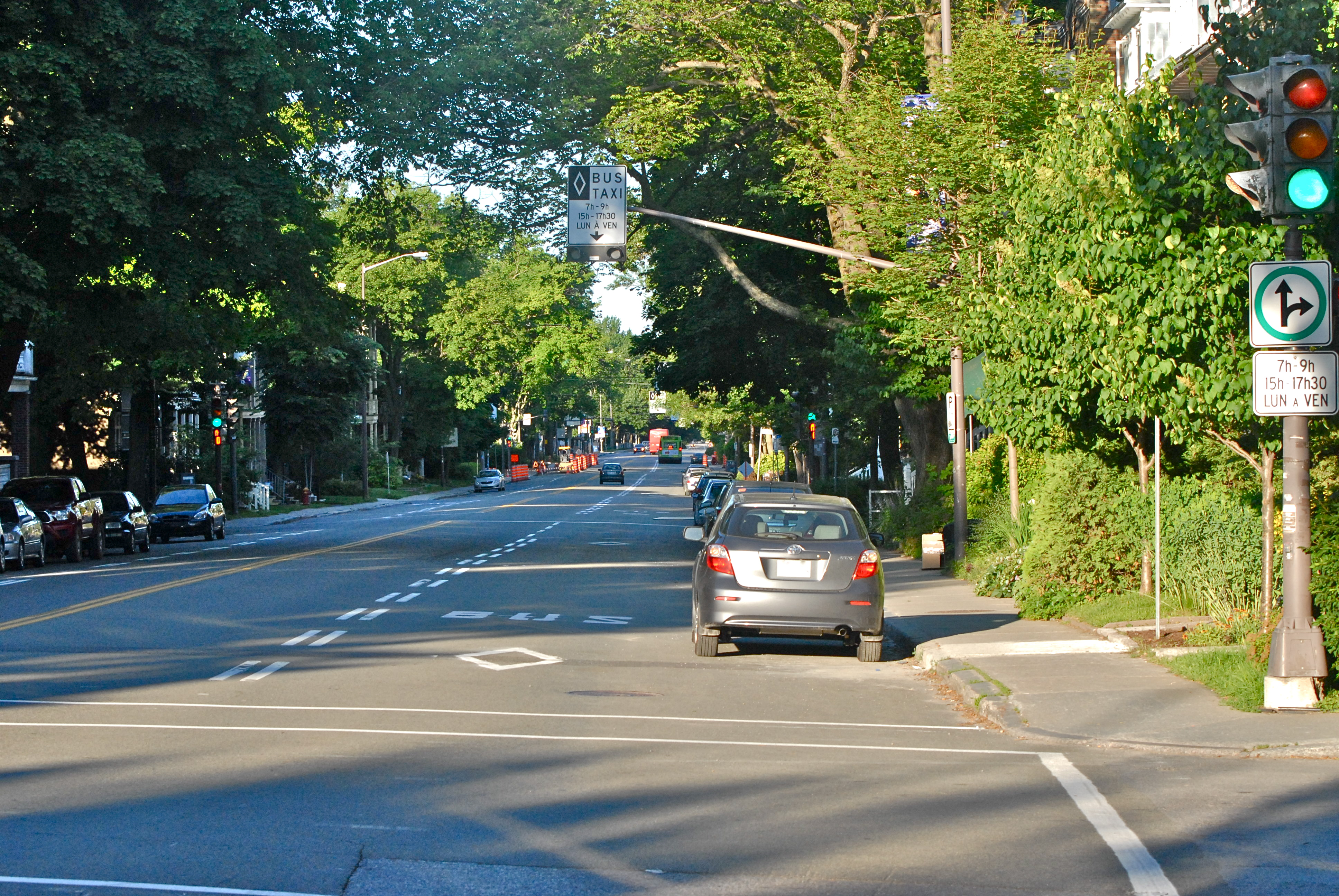
Boulevard René-Lévesque dans Montcalm

  - Chemin Sainte-Foy (prolongement de la Rue Saint-Jean)
  - Grande Allée
- Dans le sens nord-sud
  - Avenue De Salaberry
  - Avenue Cartier
  - Avenue des Braves
  - Avenue Belvédère
  - Avenue de Bougainville

### Édifices notables

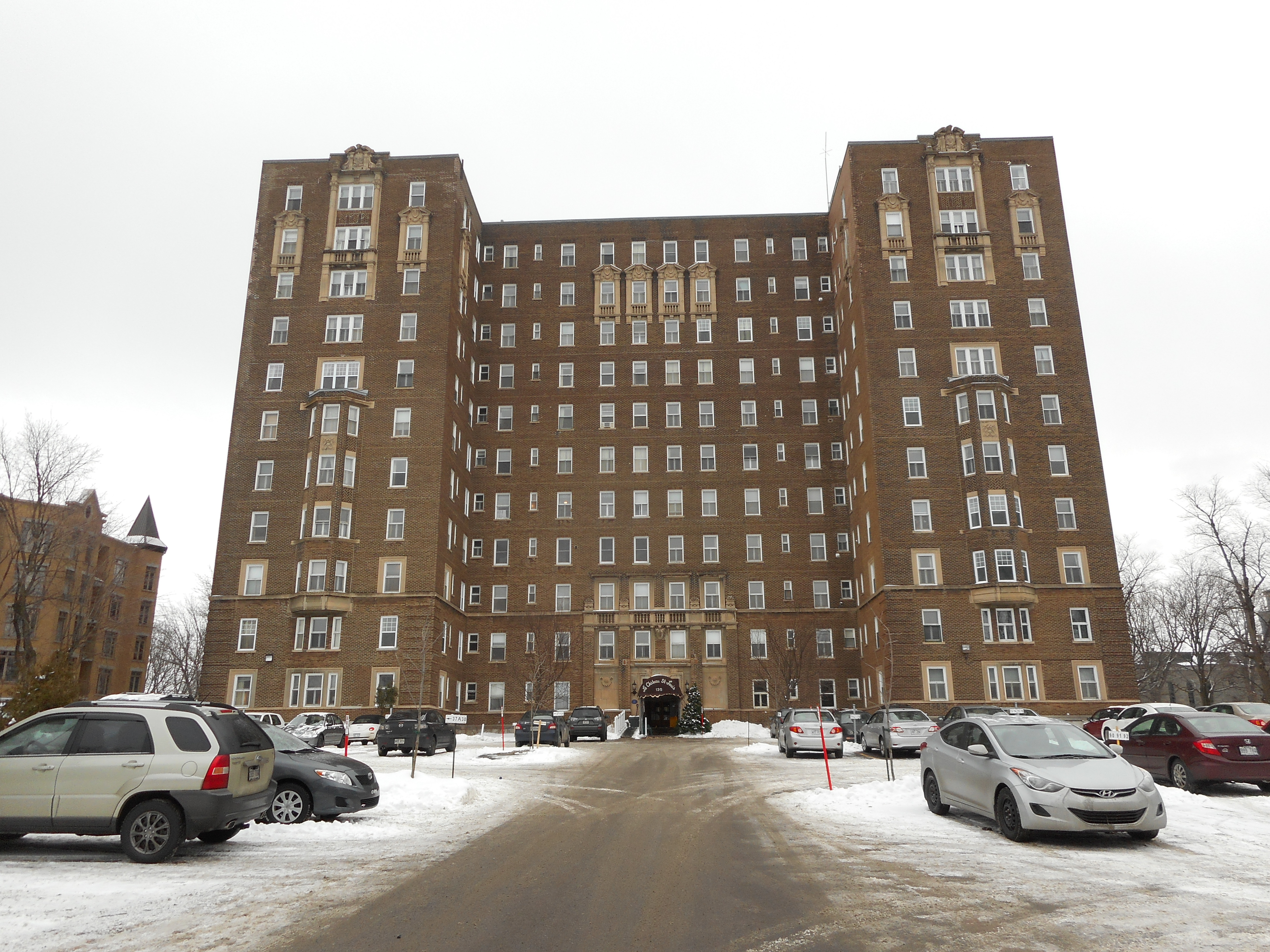
Le Château Saint-Louis

- Les Jardins Mérici, complexe de logements haut de gamme
- Le Louisbourg, immeuble d'habitation
- Le Saint-Laurent, immeuble d'habitation
- Le Château Saint-Louis, immeuble d'habitation
- Le Claridge, immeuble d'habitation
- Le Centre culture et environnement Frédéric Back, Ecobatiment accueillant organismes culturels, environnementaux et entreprises d’économie sociale.

### Parcs, espaces verts et loisirs

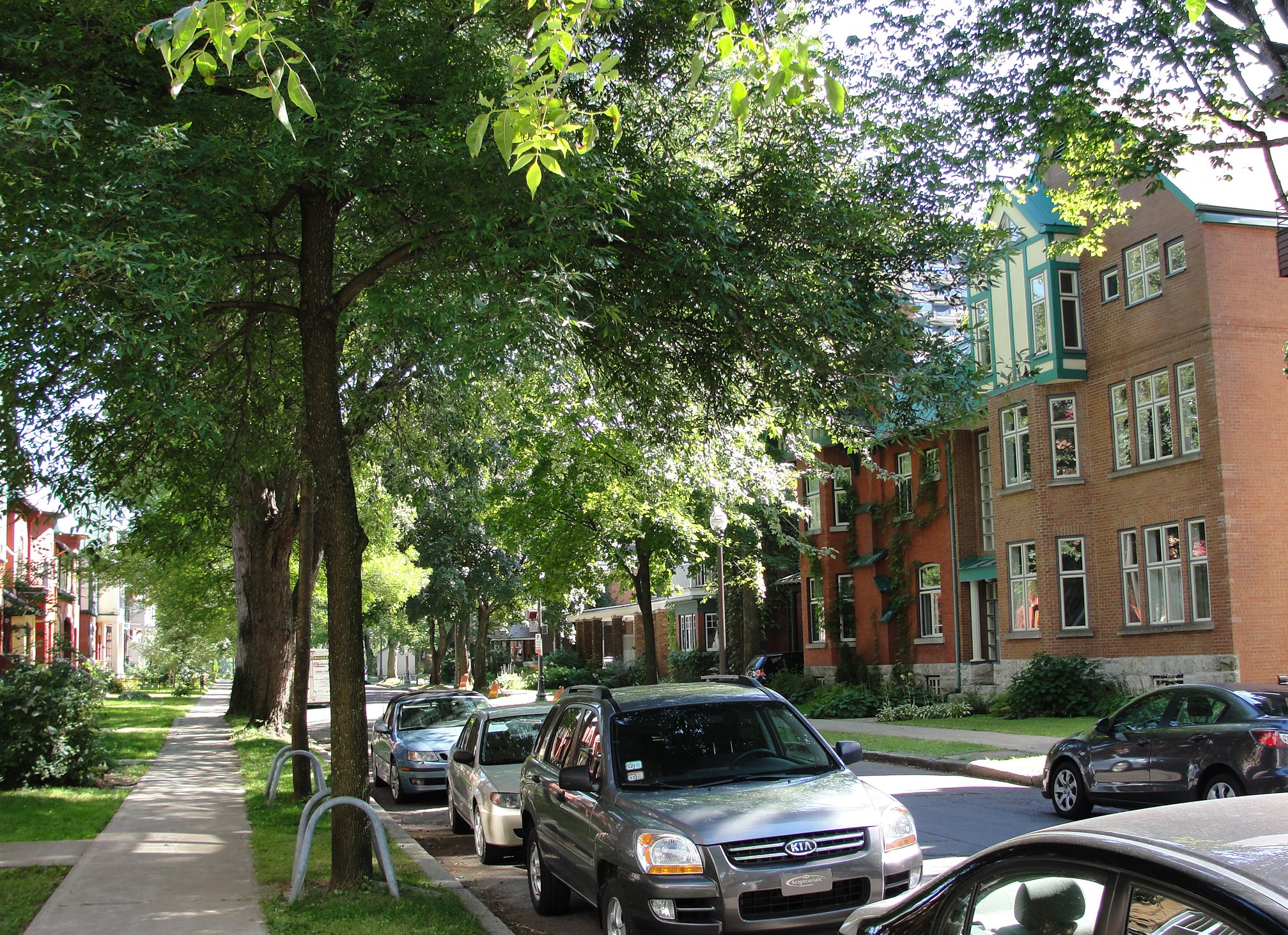
Plusieurs rues du quartier bénéficient de la présence d'arbres matures.

- Le parc national des Champs-de-Bataille, qui inclut :

– les Plaines d'Abraham, dont une bonne partie est dans le quartier;
– l'avenue des Braves;
– le parc des Braves.
- Le parc Jacques-Marquette, à côté de l'Église des Saints-Martyrs-Canadiens.
- Le parc des Franciscains, derrière l'ancien monastère des Franciscains.
- Le parc Lucien-Borne, derrière le centre communautaire du même nom.

### Édifices religieux
- Église Saint-Dominique (1930)[9]
- Église des Saints-Martyrs-Canadiens[10] (1930)
- Baptist Church[11] (1919)
- Oratoire Saint-Joseph (Sœurs de Saint-Joseph de Saint-Vallier)
- Synagogue Beth Israel Ohev Sholem, la seule synagogue de l'Est du Québec.
- Monastère des Franciscains, érigé vers 1900, fermé vers 1980, converti en résidence depuis 1983.
- Église Notre-Dame-du-Chemin[12], construite en 1931, démolie en 1999.

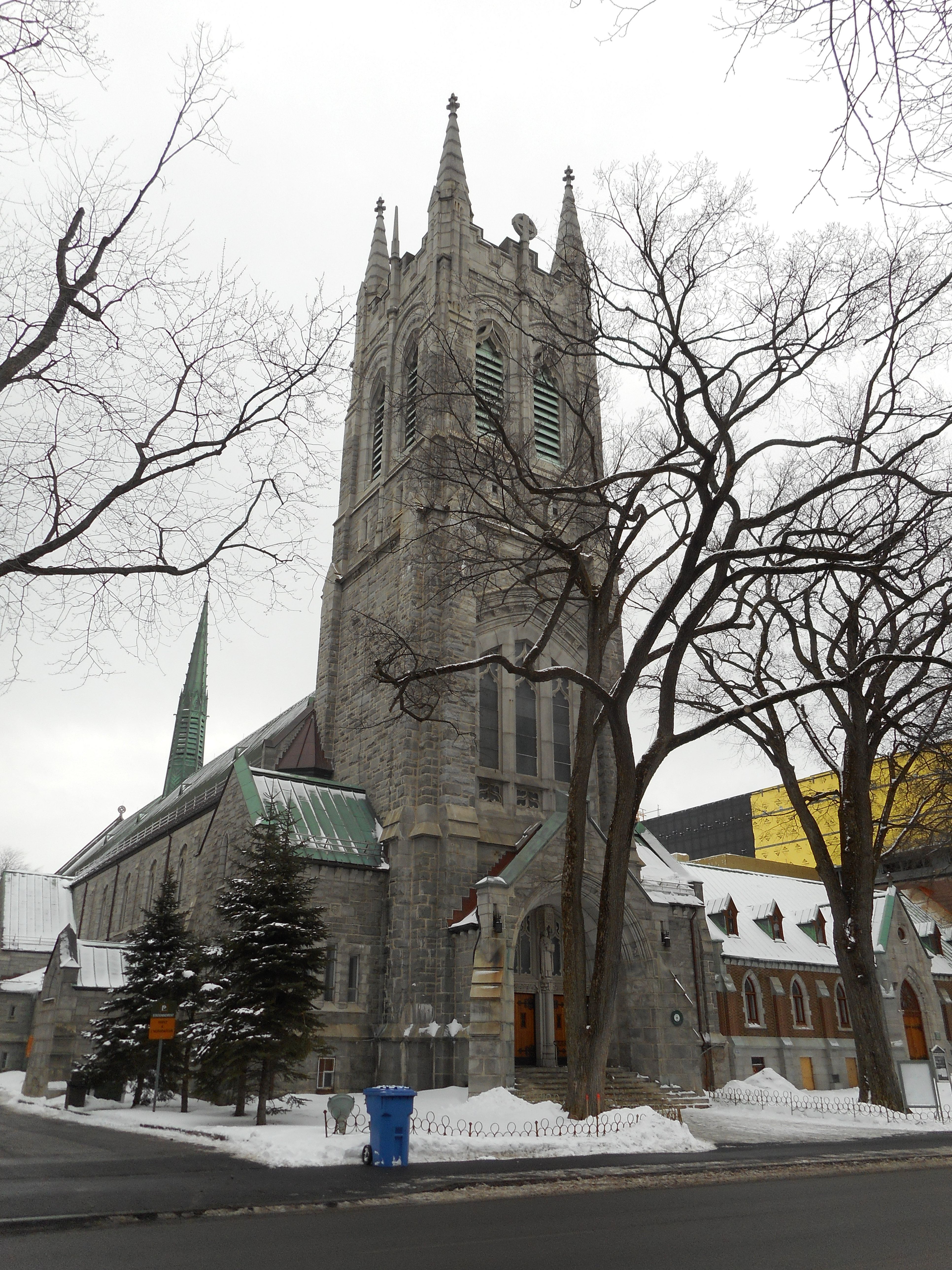
Église Saint-Dominique (1930)
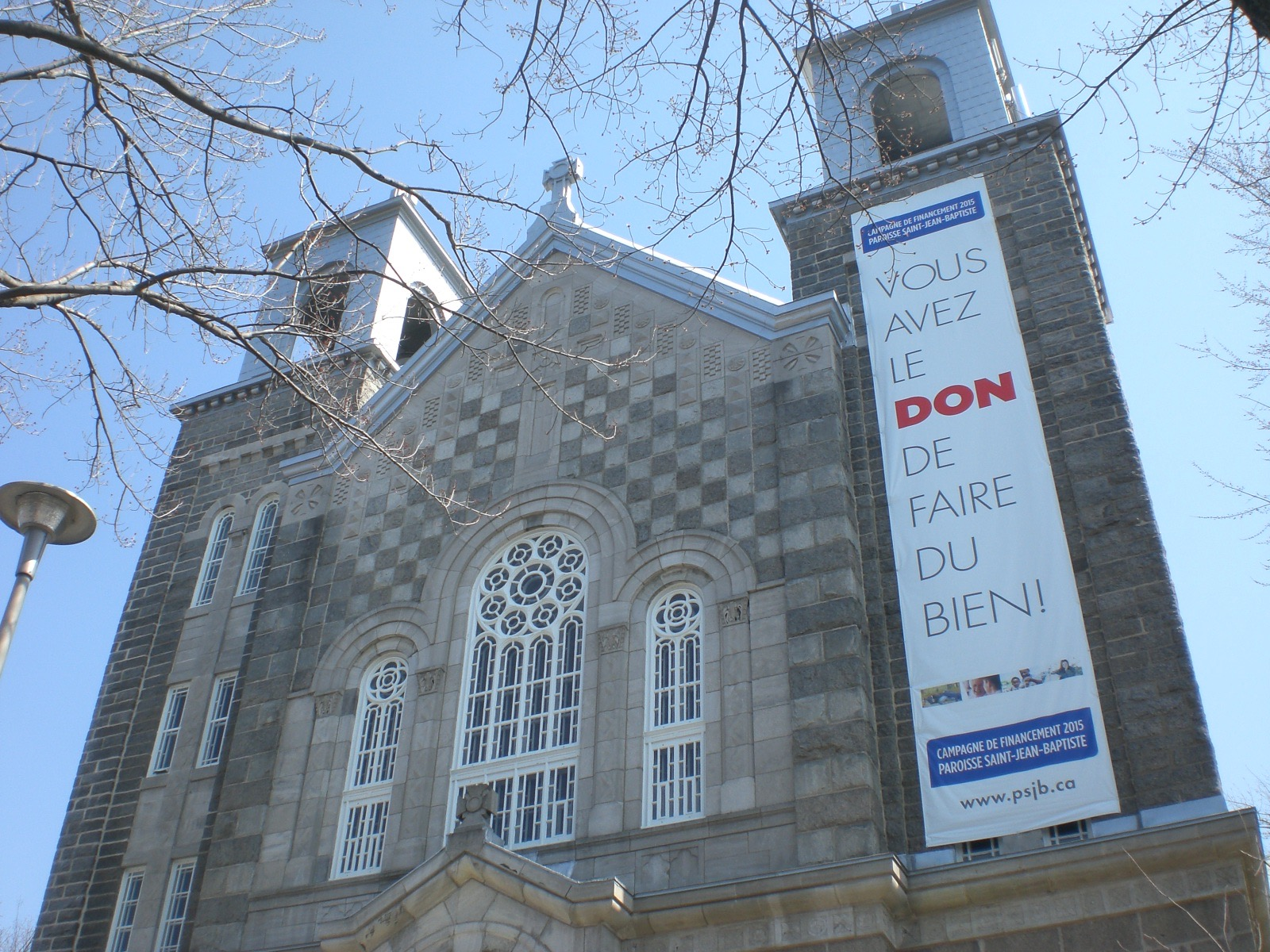
Église des Saints-Martyrs-Canadiens (1930)
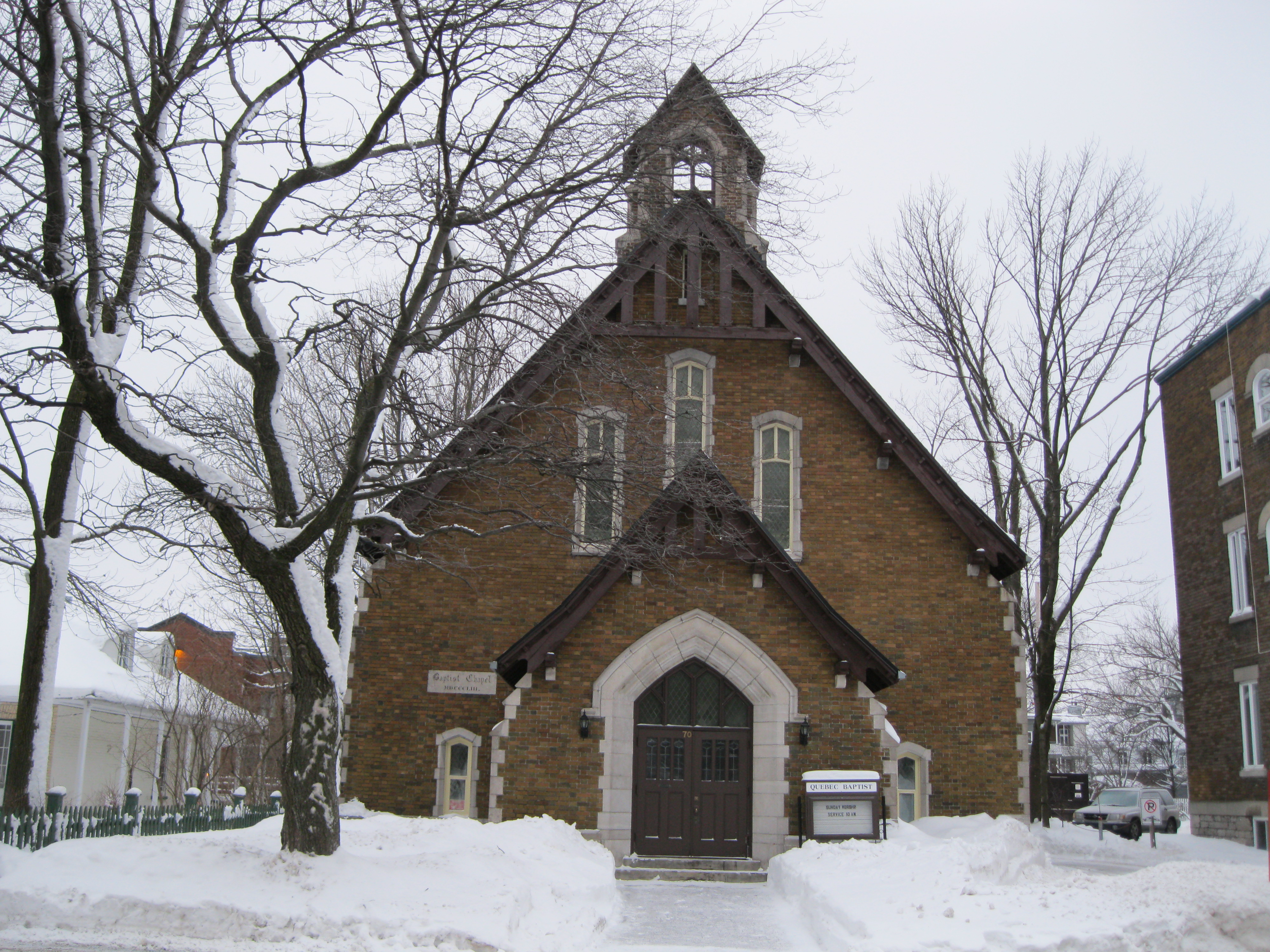
Quebec Baptist Church (1919)
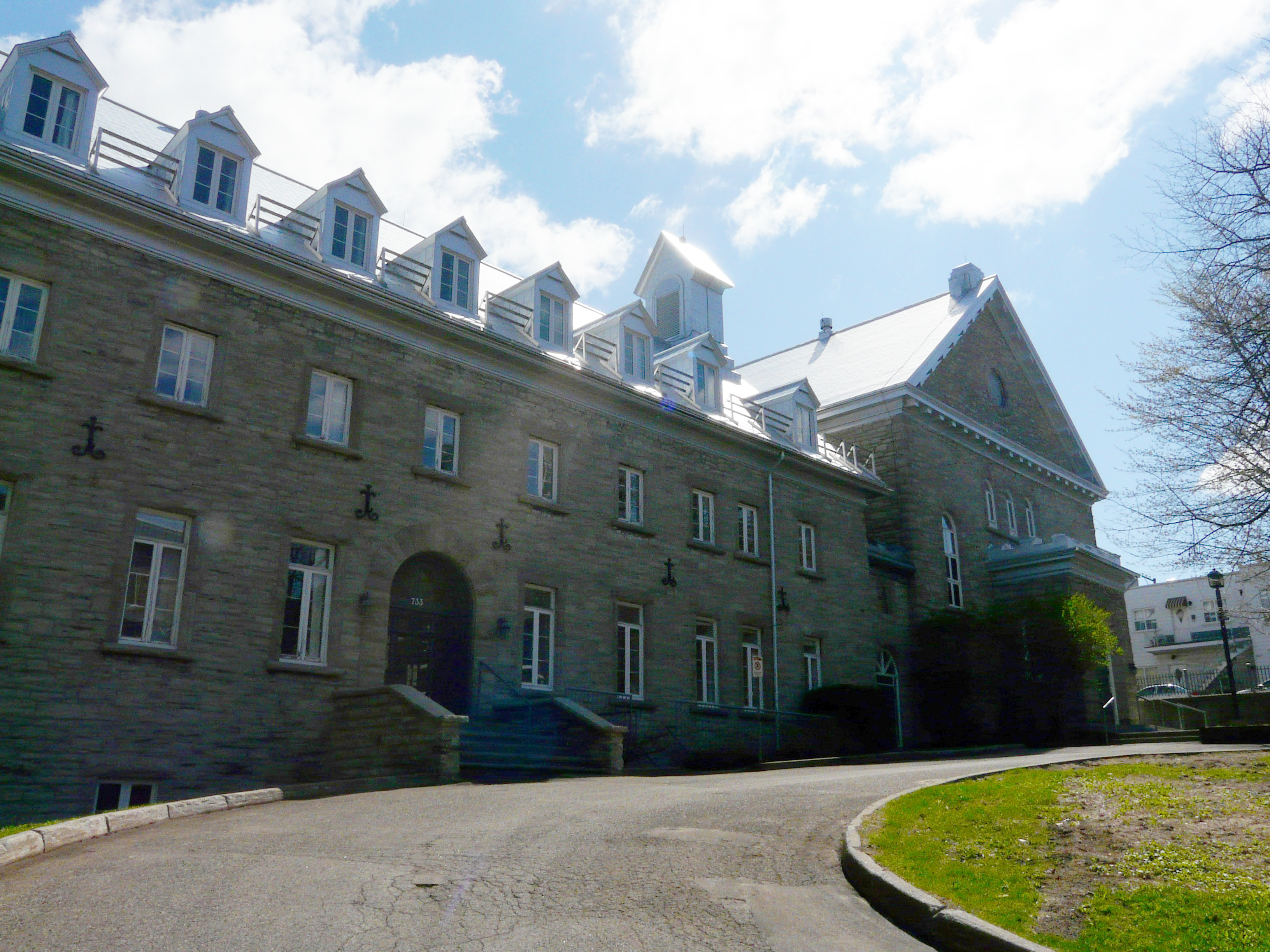
Monastère des Franciscains (1900-1980)
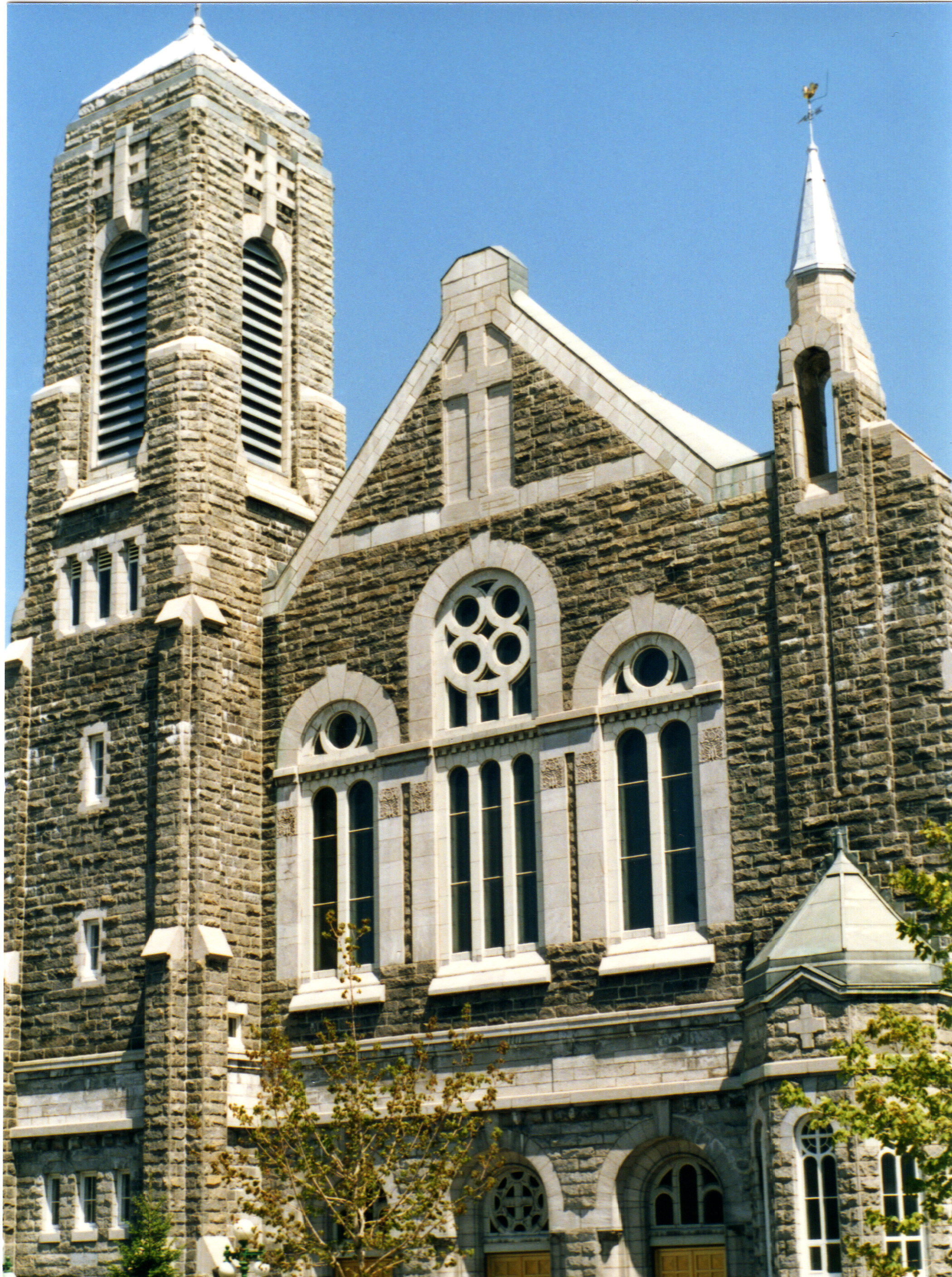
Église Notre-Dame-du-Chemin (1931-1999)

### Musées, théâtres et lieux d'expositions
- Musée national des beaux-arts du Québec

### Commerces et entreprises
Le boulevard René-Lévesque (entre Salaberry et Bourlamaque) et l'avenue Cartier sont deux artères commerciales comprenant de nombreux bars, restaurants et autres petits commerces de tout genre.

### Lieux d'enseignement
- Commission scolaire de la Capitale
  - École primaire Anne-Hébert
  - École secondaire Joseph-François-Perrault
- Central Québec School Board/Commission scolaire Central Québec
  - Québec High School
- Écoles privées
  - École de l'Excellence
  - Collège Mérici, collégial privé

## Galerie

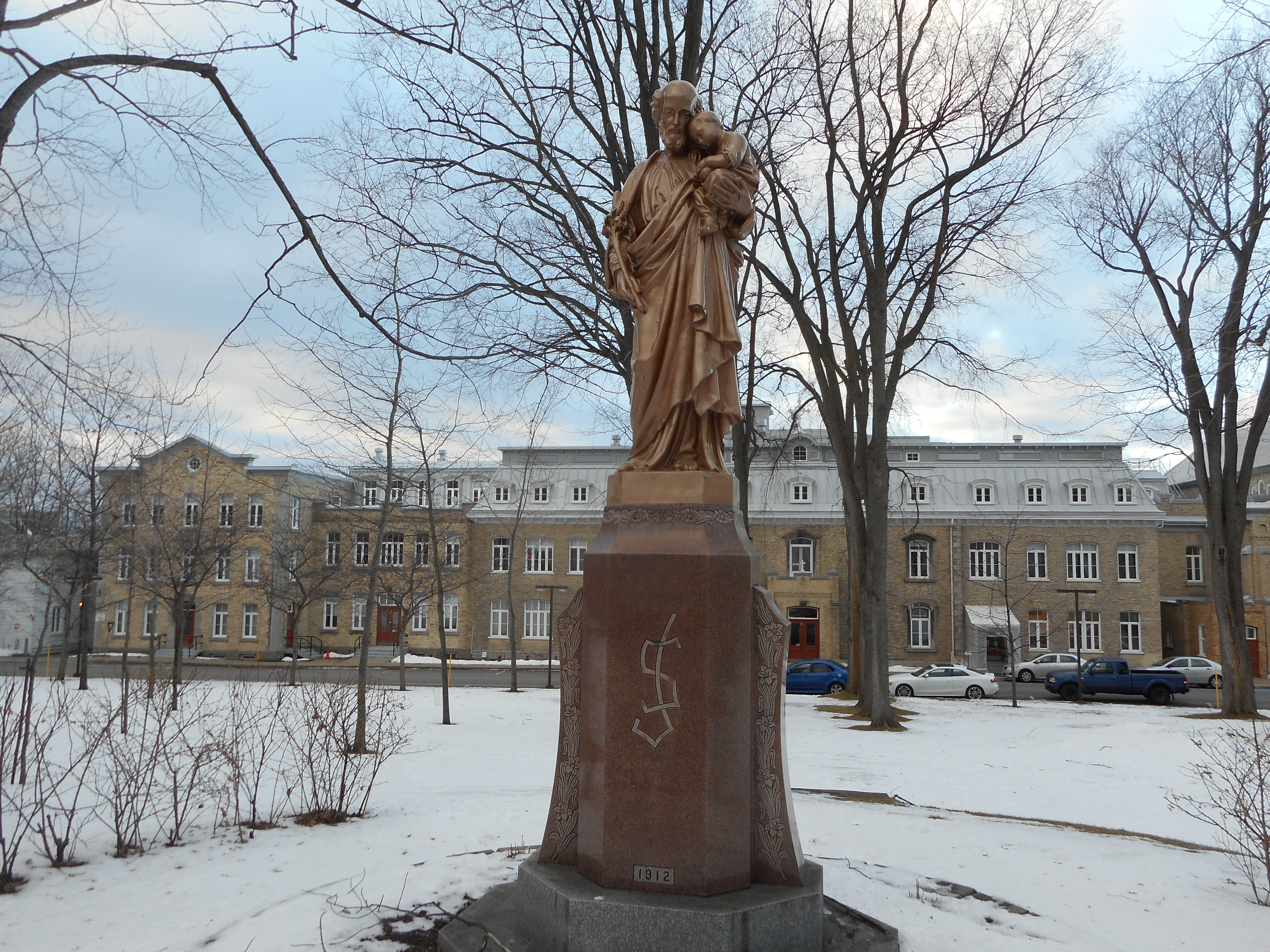
Villa Bijou, sur le chemin Sainte-Foy
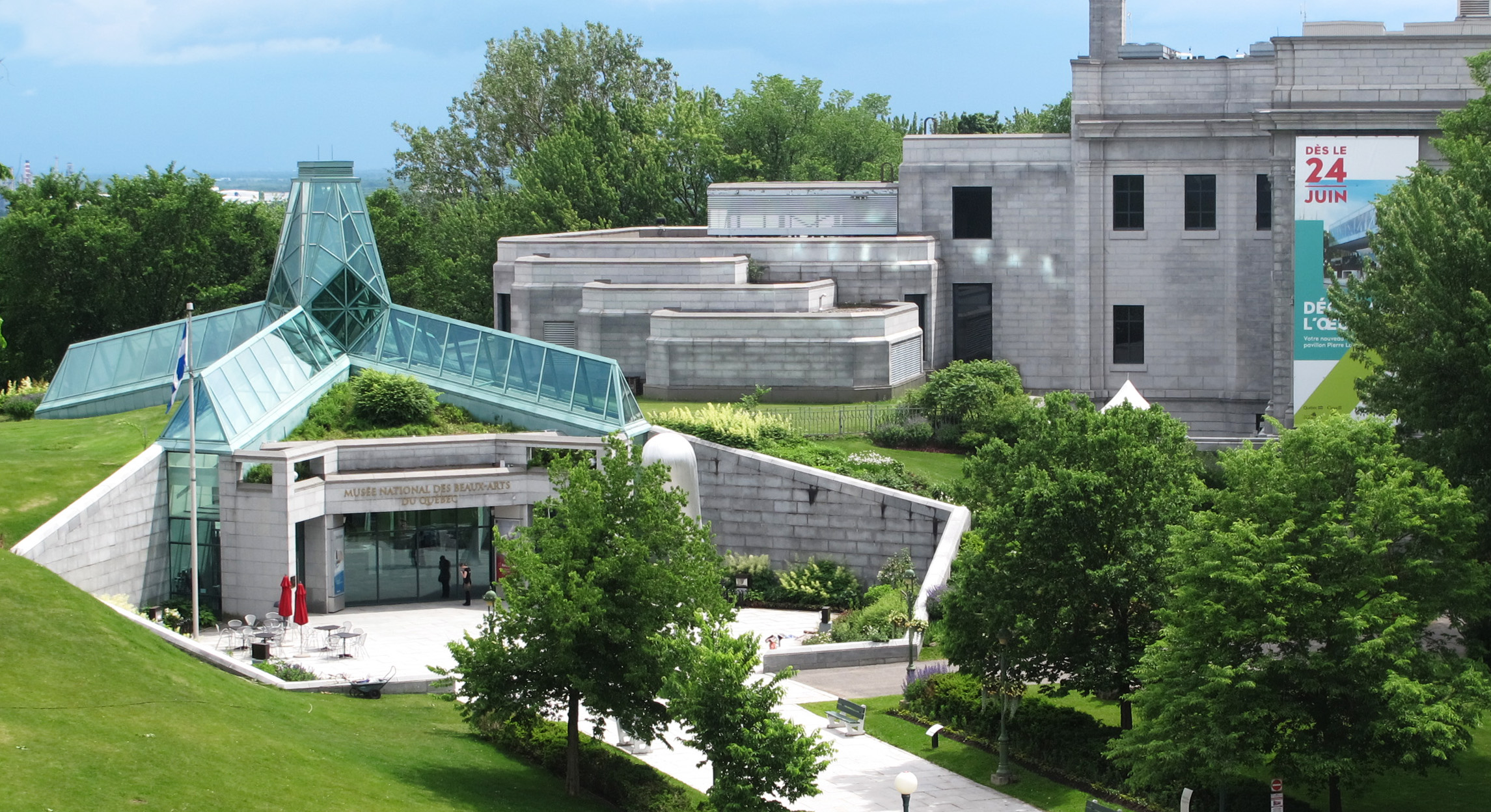
Pavillons central et Gérard-Morisset du Musée national des beaux-arts
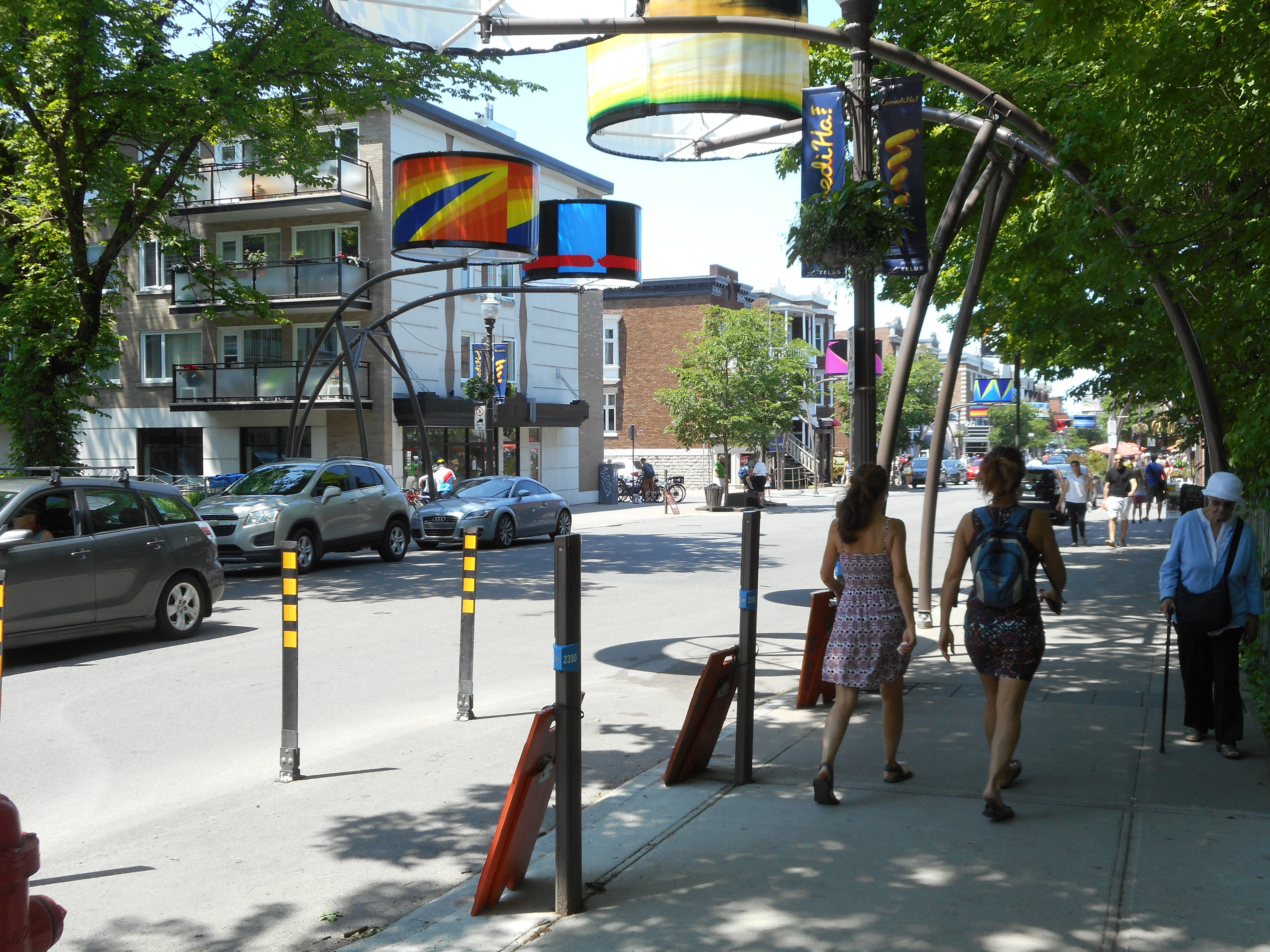
Avenue Cartier
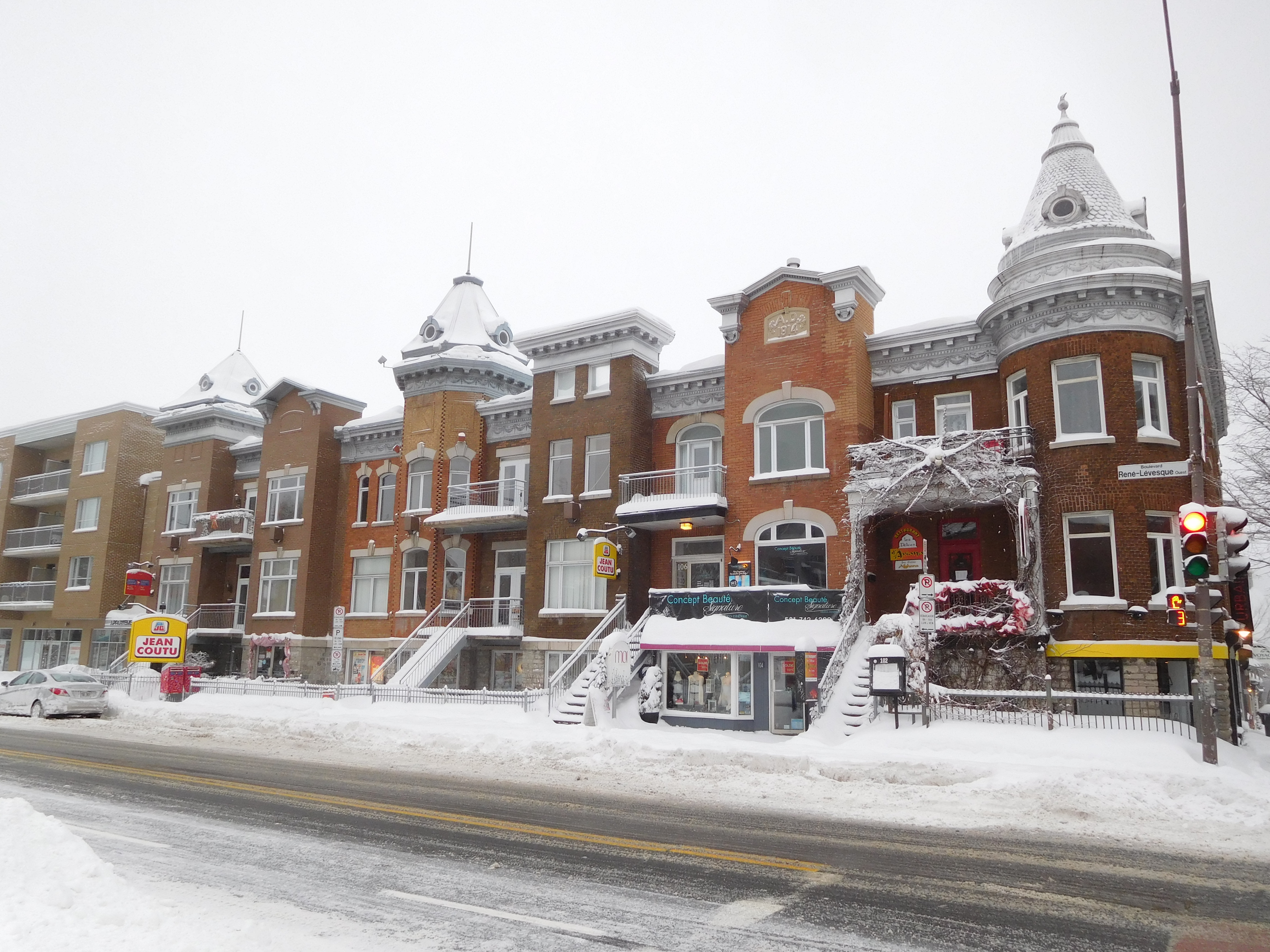
Boulevard René-Lévesque, au coin de Cartier
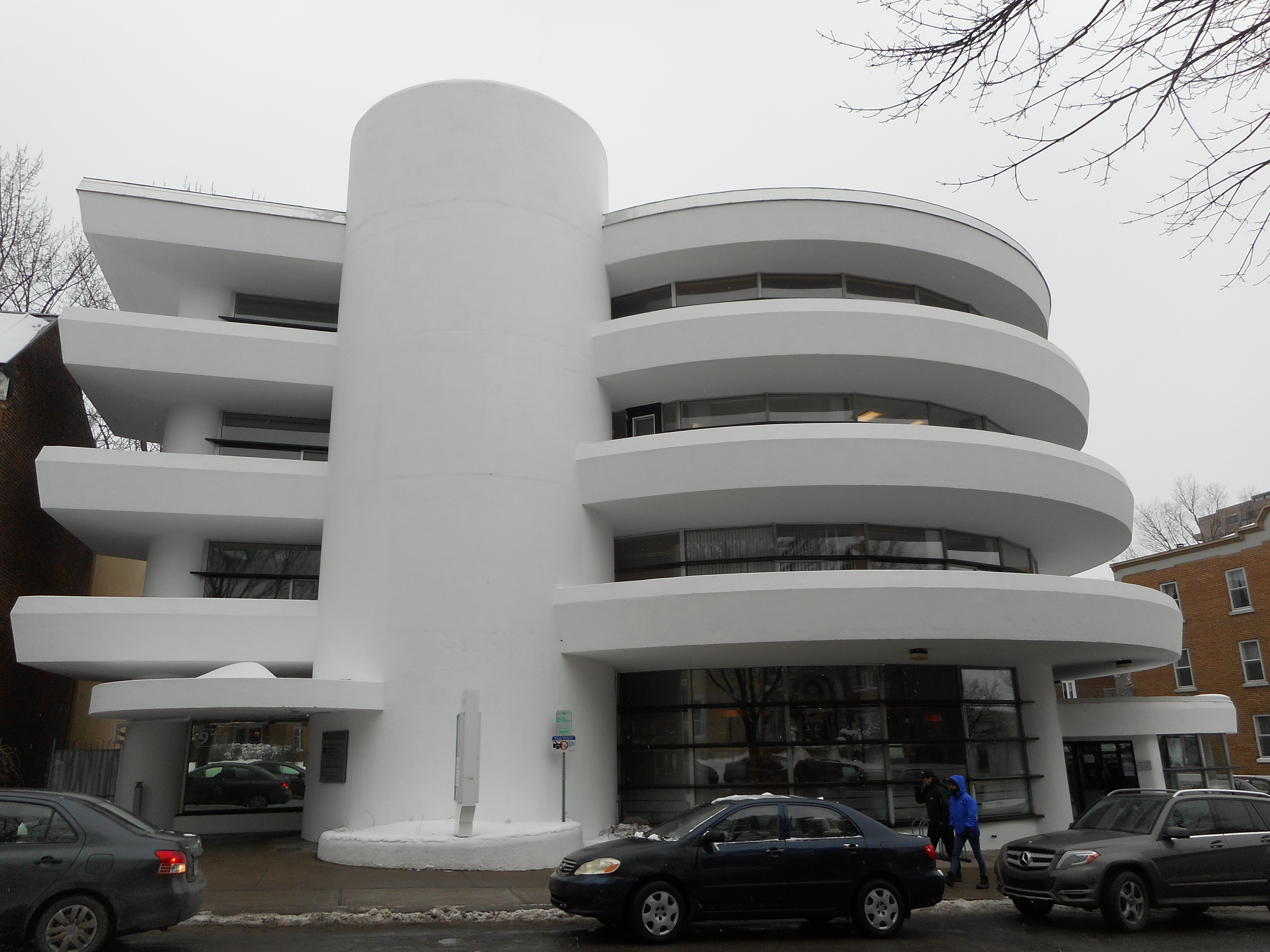
Caisse Desjardins Notre-Dame-du-Chemin